# Destino (Sandman)
Destino é um personagem de revistas em quadrinhos (ou Banda Desenhada em Portugal)  criado por Marv Wolfman e Berni Wrightson em Weird Mystery Tales #1, em 1972. Ele é mais conhecido, porém, por suas aparições na revista do Sandman, escrita por Neil Gaiman. 

## Personagem
Destino é o mais velho dos sete Perpétuos, seres que segundo a mitologia da revista são mais poderosos que os deuses e que são representações antropomórficas de aspectos comuns a todas as pessoas: Destino, Desencarnação (ou Morte), Devaneio (ou Sonho), Destruição, Desejo, Desespero e Delírio. No livro que leva acorrentado ao pulso está anotado tudo que já aconteceu, acontece e ainda vai acontecer neste universo. Como notado pela data de aparição, Destino é o único Perpétuo a aparecer nas HQs da DC Comics antes da revista Sandman.

## Aparência
Ele se veste com um manto monástico (ironicamente a roupa que, por estereótipo, se esperaria que fosse vestida por sua irmã Morte) e é mais alto que os outros perpétuos. Destino não projeta sombra nem deixa marcas de pegadas.
Destino parece ser o mais dedicado às suas funções e responsabilidades de toda a família, raramente demonstrando algum traço de sua personalidade, e ele observa eventos mais do que os causa. Seu símbolo é seu livro. 
Em seu reino particular - a morada de cada perpétuo é apenas um aspecto dele mesmo (refletindo seu humor, por exemplo) - Destino costuma passear por um jardim, onde, sempre no ponto em que ele se encontra, podem ser vistas várias trilhas por onde ele poderá seguir, mas sempre apenas uma por onde ele veio.

## Poderes e habilidades
Destino é um dos Perpétuos. Ele é uma personificação antropomórfica do destino e tem praticamente onipotência sobre o aspecto do destino. Ele não pode ser realmente morto no nosso sentido da palavra, pois equivaleria a destruir um conceito. Se sofrer uma morte mística, como ocorreu com seu irmão Sandman pela mão das Três Bruxas (Erínias), sua essência deve se fundir a outro ser escolhido, e o ser resultante deve partilhar memórias e personalidade de ambos. 
Destino é cego, mas consegue enxergar até o que não vemos mediante seu poder. Ele possui o Livro do Destino, que está acorrentado a ele (ou ele ao livro) e nele se encontra a descrição de toda a existência do universo: passado, presente e futuro. Como consequência de seu poder Destino conhece tudo a respeito de todos.